# Margarita Manso
Pour les articles homonymes, voir Manso (homonymie).
Margarita Manso Robledo, née à Valladolid en 1908 et morte à Madrid en 1960, est une peintre espagnole de la Génération de 27, affiliée au courant des Las Sinsombrero.

## Biographie
Margarita passe sa jeunesse à Madrid où sa mère est modiste et intègre l'Académie de Saint-Ferdinand où elle est notamment l'élève du maître Julio Romero de Torres. 
Elle entretient une grande amitié avec Maruja Mallo, Federico García Lorca et Salvador Dalí. Une anecdote reste célèbre : alors que la bande des quatre amis visite l'abbaye de Saint-Dominique de Silos, dont l'entrée est interdite aux femmes, Maruja Mallo et Margarita Manso se déguisent en hommes afin de pouvoir y pénétrer. Un autre fait célèbre est lorsqu'elle ôte son chapeau, geste réservé aux hommes, à la Puerta del Sol, avec les mêmes artistes, et qui donnera le nom au groupe de las Sinsombrero. 
Elle fait également partie de la confrérie artistique de l'Ordre de Tolède, créée par Luis Buñuel.  
Margarita Manso est donc, à cette époque, une femme moderne et en avance sur son temps. Lorca lui dédie "Muerte de amor" dans Romancero gitano.
En décembre 1933, elle se marie avec le peintre et scénographe de la Barraca Alfonso Ponce de León, son camarade de l'Académie de Saint-Ferdinand. Mais Ponce de León se rapproche de la Phalange et meurt assassiné à Madrid au début de la Guerre d'Espagne. Elle se remarie avec le docteur Enrique Conde Gargollo, également affilié aux franquistes.
Elle vit alors avec le nouveau régime, d'une façon incompréhensible alors que ses camarades s'exilent ou ont été assassinés par les nationalistes comme le fut Lorca. Elle cache dès lors son passé de femme moderne, y compris à ses enfants, et tourne le dos au monde de l'art et aux idées républicaines et féministes défendues par Las Sinsombrero, courant désormais interdit par le dictateur Franco. Son œuvre cesse d'exister.
Elle meurt en 1960, d'un cancer du sein, à Madrid.